# Лони
Лони је град у Индији у држави Утар Прадеш. Према незваничним резултатима пописа 2011. у граду је живело 512.296 становника.

## Становништво
Према незваничним резултатима пописа, у граду је 2011. живело 512.296 становника.
| 1991.  | 2001.   | 2011.   |
| ------ | ------- | ------- |
| 36.561 | 120.945 | 512.296 |